# المقطم (جريدة)
جريدة المقطم هي جريدة يومية سياسية، صدرت في الفترة 1888 - 1952م.
أنشأها يعقوب صروف وفارس نمر وشاهين مكاريوس في القاهرة. تعاقب على رياسة تحريرها فارس نمر، وخليل ثابت، وكريم ثابت، وأنطون نجيب مطر.